# Little Dunham
Little Dunham – wieś w Anglii, w hrabstwie Norfolk, w dystrykcie Breckland. Leży 37 km na zachód od Norwich i 144 km na północny wschód od Londynu.
W 2001 miejscowość liczyła 309 mieszkańców.